# Hard Justice
Hard Justice er et pay-per-view-show inden for wrestling produceret af Total Nonstop Action Wrestling (TNA). Det er ét af organisationens månedlige shows og er blevet afholdt i august siden 2006. Den første udgave fandt sted i maj 2005. I 2010 blev der afholdt en speciel udgave med navnet Hardcore Justice, hvor wrestlere fra Extreme Championship Wrestling (ECW) blev genforenet for en aften.

## Resultater

### 2010
Hardcore Justice 2010 fandt sted d. 8. august 2010 fra TNA Impact! Zone i Orlando, Florida.
- F.B.I. (Guido Maritato, Tracy Smothers og Tony Luke m. Sal E. Graziano) besejrede Kid Kash, Simon Diamond og Johnny Swinger
- Too Cold Scorpio besejrede C.W. Anderson
- Stevie Richards (med Hollywood Nova og The Blue Tilly) besejrede P.J. Polaco
- Rhino besejrede Brother Runt og Al Snow i en 3-Way Dance Elimination Match
- Team 3D (Brother Devon og Brother Ray) (med Joel Gertner) besejrede Axl Rotten og Kahoneys
- Raven besejrede Tommy Dreamer
  - Mick Foley var dommer i kampen.
- Rob Van Dam (med Bill Alfonso) besejrede Sabu (også med Bill Alfonso) i en Hardcore Rules match
  - TNA's verdensmester satte ikke sin VM-titel på spil i denne kamp.

### 2011
Hardcore Justice 2010 fandt sted d. 7. august 2011 fra TNA Impact! Zone i Orlando, Florida.
- TNA X Division Championship: Brian Kendrick besejrede Alex Shelley og Austin Aries i en three-way match
- TNA Knockout Tag Team Championship: Ms. Tessmacher og Tara besejrede Mexican America (Rosita og Sarita) (med Anarquia og Hernogez)
- D'Angelo Dinero besejrede Devon
- TNA Women's Knockout Championship: Winter (med Angelina Love) besejrede Mickie James
- Crimson besejrede Rob Van Dam (med Jerry Lynn) via diskvalifikation
- Fortune (A.J. Styles, Christopher Daniels og Kazarian) besejrede Immortal (Abyss, Gunner og Scott Steiner)
- Bully Ray besejrede Mr. Anderson
- TNA World Tag Team Championship: Beer Money, Inc. (Bobby Roode og James Storm) besejrede Mexican America (Anarquia og Hernandez)
- TNA World Heavyweight Championship: Kurt Angle besejrede Sting
  - Det var femte gange, at Kurt Angle vandt VM-titlen i TNA – og 11. gang i hele karrieren.